# Менген (Німеччина)
Менген (нім. Mengen) — місто в Німеччині, знаходиться в землі Баден-Вюртемберг. Підпорядковується адміністративному округу Тюбінген. Входить до складу району Зігмарінген.
Площа — 49,80 км2. Населення становить 9876 ос. (станом на 31 грудня 2020).

## Географія

### Адміністративний поділ
Місто складається з таких районів:
| Герб       | Назва          | Населення (Станом на: 20 грудня 2010) | Площа (Станом на: 23 грудня 2010) | Площа (Станом на: 23 грудня 2010) |
| ---------- | -------------- | ------------------------------------- | --------------------------------- | --------------------------------- |
| Mengen     | Менген (центр) | 5722                                  | 1643 га                           | 16.428.096 м²                     |
| Beuren     | Бойрен         | 267                                   | 351 га                            | 3.510.031 м²                      |
| Blochingen | Блохінген      | 902                                   | 755 га                            | 7.548.672 м²                      |
| Ennetach   | Ennetach       | 1652                                  | 832 ha                            | 8.323.239 m²                      |
| Rosna      | Росна          | 274                                   | 349 га                            | 3.486.242 м²                      |
| Rulfingen  | Рульфінген     | 1131                                  | 1050 га                           | 10.501.233 м²                     |